# Comté de Bottineau
Pour les articles homonymes, voir Bottineau (homonymie).
Le comté de Bottineau est un comté du Dakota du Nord.

## Démographie
| 1890  | 1900  | 1910   | 1920   | 1930   | 1940   |
| ----- | ----- | ------ | ------ | ------ | ------ |
| 2 893 | 7 532 | 17 295 | 15 109 | 14 853 | 13 253 |

| 1950   | 1960   | 1970  | 1980  | 1990  | 2000  |
| ------ | ------ | ----- | ----- | ----- | ----- |
| 12 140 | 11 315 | 9 496 | 9 239 | 8 011 | 7 149 |

| 2010  | - | - | - | - | - |
| ----- | - | - | - | - | - |
| 6 429 | - | - | - | - | - |